# How Would You Feel (Paean)
"How Would You Feel (Paean)" é uma canção do cantor britânico Ed Sheeran, gravada para o seu terceiro álbum de estúdio ÷. Foi composta e produzida pelo próprio intérprete. A faixa foi lançada em 17 de fevereiro de 2017, através das gravadoras Asylum Records e Atlantic Records, servindo como single promocional do disco.

## Desempenho nas tabelas musicais

### Posições
| Tabela musical (2017)                            | Melhor posição |
| ------------------------------------------------ | -------------- |
| Alemanha (Media Control Charts)                  | 27             |
| Austrália (ARIA Charts)                          | 2              |
| Áustria (Ö3 Austria Top 40)                      | 25             |
| Bélgica (Ultratip de Flandres)                   | 5              |
| Bélgica (Ultratip da Valônia)                    | 21             |
| Canadá (Canadian Hot 100)                        | 19             |
| Coreia do Sul (Gaon Music Chart)                 | 45             |
| Dinamarca (Tracklisten)                          | 18             |
| Escócia (The Official Charts Company)            | 1              |
| Eslováquia (IFPI Slovenská Republika)            | 21             |
| Espanha (Productores de Música de España)        | 17             |
| Estados Unidos (Billboard Hot 100)               | 41             |
| Irlanda (Irish Recorded Music Association)       | 5              |
| Itália (Federazione Industria Musicale Italiana) | 32             |
| Noruega (VG-lista)                               | 30             |
| Nova Zelândia (NZ Top 40 Singles)                | 6              |
| Países Baixos (MegaCharts)                       | 10             |
| Reino Unido (UK Singles Chart)                   | 2              |
| Chéquia (IFPI Česká Republika)                   | 22             |
| Suécia (Sverigetopplistan)                       | 30             |
| Suíça (Schweizer Hitparade)                      | 18             |
| União Europeia (Euro Digital Songs)              | 4              |

### Certificações
| País (Empresa)    | Certificação |
| ----------------- | ------------ |
| Reino Unido (BPI) | Prata        |